# Andisleben
Andisleben település Németországban, azon belül Türingiában. Lakosainak száma 581 fő (2023. december 31.).

## Népesség
A település népességének változása:
| Lakosok száma | 576  | 617  | 605  | 589  | 587  | 581  |
|               | 2014 | 2017 | 2019 | 2021 | 2022 | 2023 |